# رویال برونئی

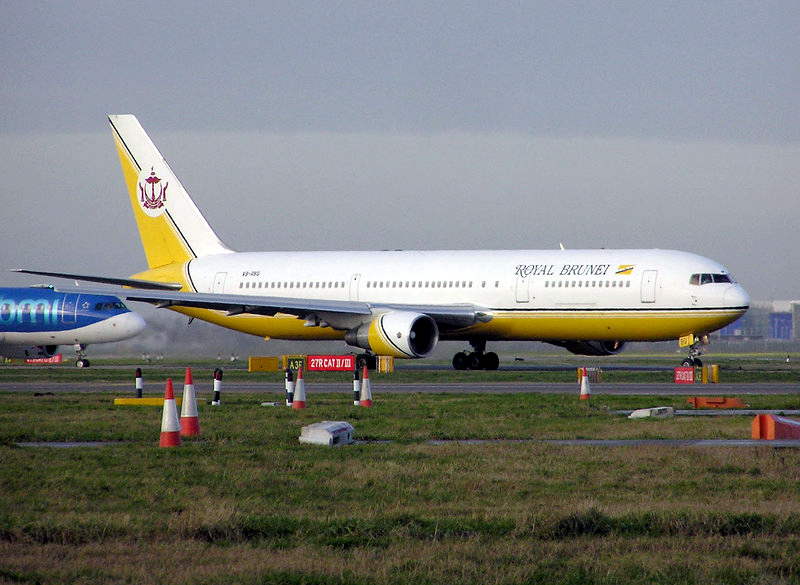

رویال برونئی ایرلاینز (پربانگان دیراجا برونئی) (شرکت هواپیمایی سلطنتی برونئی) هواپیمای بین‌المللی کشور برونئی و هواپیمایی حامل پرچم این کشور است. مالک این شرکت حکومت برونئی است و پرچم برونئی دارالسلام همیشه بر آن حمل می‌شود. مرکز آن فرودگاه بین‌المللی برونئی در براکاس است.